# Fanhunter, el juego de rol épicodecadente
Fanhunter, el juego de rol épicodecadente es un juego de rol de humor paródico diseñado en España por Chema Pamundi, desarrollado por Xavi Garriga, editado por Cels Piñol en 1992 y ambientado en el universo de ficción que este último ha bautizado con el nombre de Fanhunter. La primera edición del juego de rol, de 1992, fue una autoedición que consistía en 500 ejemplares fotocopiados en forma de fanzine. La segunda edición, de noviembre de 1993, fue publicada en rústica por la editorial Farsa's Wagon.

## Universo de juego
El universo de juego de Fanhunter, el juego de rol no es otro que el de Fanhunter y su Barnacity, una parodia de la ciudad de Barcelona en la que el librero Alejo Cuervo (propietario en la vida real de la librería Gigamesh, situada en Ronda San Pere de la llamada ciudad condal) se ha vuelto loco y substituyéndose al Papa de Roma después de haber dado un golpe de Estado en la Ciudad del Vaticano, decide prohibir toda forma de subcultura para imponer su gusto por el autor Philip K. Dick, cuya obra instituye como nueva religión obligatoria. Todos aquellos fanes de otros autores de ficción o de otras clases de fantasía se encuentran de repente fuera de la ley y Alejo I (así autoproclamado) decide entonces formar y enviar a los fanhunters, los «cazadores de fans», para exterminarlos.
Los fanes, por su lado, no aceptan tal dictadura y organizan una resistencia para combatir a Alejo y a sus fanhunters...

## Creación de personajes
En honor a las inmensas narices caricaturales que Cels Piñol atribuye a sus personajes de historieta los personajes jugadores de Fanhunter se llaman «narizones». La hoja de personaje se llama así «hoja de narizón». En ella los términos propios de los juegos de rol se encuentran obviamente parodiados mediante el lenguaje campechano y coloquial propio de las historietas de Fanhunter. Por ejemplo el estado de salud del narizón está expresado mediante la expresión «pupas» y otras características habituales de los personajes de juegos de rol se encuentran expresadas mediante términos como «neuronas», «agallas», «coñas y taras», «potra» etc.

## Suplementos
Fanhunter, el juego de rol es uno de los juegos de rol españoles más exitosos y goza de numerosos suplementos. Algunos ejemplos son los siguientes:
- X-pansion Kit, Farsa's Wagon, Barcelona, mayo de 1994, ISBN 84-95583-02-X
- Operación Anhilite, Farsa's Wagon, Barcelona, noviembre de 1994, ISBN 84-95583-05-4
- La Guia de Barnacity, Farsa's Wagon, Barcelona, mayo de 1994, ISBN 84-95583-04-6
- BNC Tales, Farsa's Wagon, Barcelona, mayo de 1997, ISBN 84-95583-03-8
- Spanish Show 1ª Parte, Farsa's Wagon, Barcelona, marzo de 2000, ISBN 84-95583-07-0
- Spanish Show 2ª Parte, Farsa's Wagon, Barcelona, julio de 2000, ISBN 84-95583-06-2
- Spanish Show 3ª Parte, Farsa's Wagon, Barcelona, septiembre de 2001, ISBN 84-95583-11-9

## Juegos derivados
En 1997 Chema Pamundi decidió publicar Fanhunter Batallitas, el juego de tablero que representaba las escaramuzas entre la resistencia y los fanhunter, seguido de una colección de figuras de resina aptas para jugar, que continuaban la colección ya publicada para el juego de rol. En 1999 salió a la venta su primera y única expansión, Fanhunter Batallitas: Suburbia, con nuevos escenarios, escuadras y colección de figuras.
Con el éxito de Fanhunter, el juego de rol Cels Piñol amplió su universo paródico con juegos de rol como Fanpiro: la mariscada (2001), una parodia de Vampiro: la mascarada, y Outfan (2002), una parodia de los universos de ciencia ficción.